# Modales

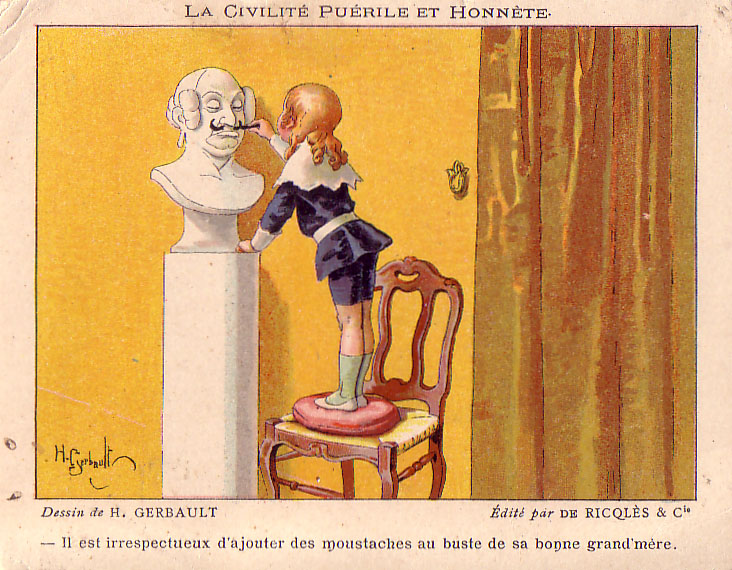
Ilustración de Henry Gerbault (1863-1930)

En sociología, los modales son normas de conducta que ejecutadas demuestran que una persona es correcta, educada y refinada, y que se usan para exteriorizar el respeto hacia otras personas. Son como las leyes que codifican o establecen una norma para la conducta humana, pero se diferencian de las leyes en que no existe un sistema formal para sancionar transgresiones, que no sea la desaprobación social.
La codificación de los modales es un hecho histórico, que en occidente ocurre durante el Renacimiento. Erasmo de Róterdam escribió una obra sobre las buenas maneras o modales llamada De civilitate morum puerilium (1530), donde se indica desde el comportamiento y uso correcto de utensilios en la mesa (como el tenedor, la servilleta y el plato), hasta el tipo de conversación que debe tenerse de acuerdo al menú servido.
Algunos de los manuales más destacados de la época son Il Galateo (1558) de Giovanni della Casa, y Il Cortegiano de Baltasar Castiglione.
Muchas de las actitudes aceptadas como "buenos modales" suelen estar avaladas por la costumbre. Aquellos que se consideran "educados" son altamente susceptible de cambiar con el tiempo, la ubicación geográfica, el estrato social, la ocasión, y otros factores. Aquello que es materia de los modales se evidencia por el hecho de que sobre el tema se han escrito libros extensos, las columnas de consejos con frecuencia tratan de preguntas sobre el comportamiento cortés, y que han existido escuelas con el único propósito de enseñar modales. Dama es un término de uso frecuente para una mujer que sigue modales, el término caballero se utiliza como contraparte masculina; aunque estos términos son también de uso frecuente para los miembros de algún grupo o clase social